# Yazıboyu, Sumbas
Yazıboyu là một xã thuộc huyện Sumbas, tỉnh Osmaniye, Thổ Nhĩ Kỳ. Dân số thời điểm năm 2010 là 276 người.